# Hydraecia grisea
Hydraecia grisea là một loài bướm đêm trong họ Noctuidae.